# Корпоративна благодійність
Корпорати́вна благоді́йність (філантропі́я) — це надання коштів або матеріальної допомоги, волонтерів благодійним та громадським організаціям для досягнення ними власної місії, елемент розвитку цивілізованого бізнесу, який сприяє економічному розвитку країни, покращує якість життя населення.
Корпоративна благодійність дозволяє вирішувати суспільству проблеми безробіття, бідності, расової нерівності, екологічні проблеми, а також розвивати науку, культуру, охорону здоров'я. Сьогодні корпоративна благодійнсть — це частина корпоративної стратегії та практики ведення бізнесу, прояв соціальної відповідальності, що дозволяє покращити імідж компанії, приволікти нових клієнтів, збільшити обсяг продажу продукції, збільшити вартість акцій.

## Підходи
У основу корпоративної благодійності покладено концепцію соціально-відповідального бізнесу (the Socially-Responsible Business concept).
Існують три інтерпретації концепції:
1. Теорія корпоративного егоїзму (Мілтон Фрідман у 1971 році) — єдина відповідальність бізнесу — це збільшення прибутку для своїх акціонерів.
2. Теорія корпоративного альтруїзму (Комітет по Економічному Розвитку США у той самий період, (the Commitee for Economic Development) — корпорації повинні вносити значний вклад у покращення якості американського життя.
3. Теорія розумного егоїзму (enlightened self-interest): соціальна відповідальність бізнесу — це просто хороший бізнес, оскільки зменшує довгострокові втрати прибутку (long-term profit loss). Витрачаючи кошти на благодійні програми, бізнес зменшує свої прибутки, але у довгостроковій перспективі створює благодійне соціальне оточення і, таким чином, стабільне надходження прибутку у майбутньому.

## Історія
В Україні зародження корпоративного благодійництва відбулось у 19 столітті, коли відбувся перехід від традиційної системи церковних пожертв до створення спеціалізованих організацій, фондів які активно брали участь у громадському житті. У кінці 19 століття та на початку 20 століття корпоративна благодійність була необхідним атрибутом суспільства. Так, цукровопромисловці витратили у 1904–1905 роках — 0,8% , а у 1905–1906 роках — 0,4% по відношенню до свого прибутку.
З середини 19 століття корпоративне благодійництво стає престижною формою соціальної поведінки та всіляко заохочується державою. Благодійність поширилась серед підприємців та стала історичною традицією.
На початку 20 століття статус найбільшого благодійного центру України мав Київ. У місті налічувалось 86 благодійних організацій (1913 рік). Щедрими пожертвами відзначались родини: Терещенків, Бродських, Попових, Харитоненків, Ханенків, Симиренків, Демидових, І. Фундуклей, Г.Галаган. На кошти благодійників будували лікарні, притулки, гімназії, училища.
Відновлення традицій корпоративного благодійництва відбулось з часу отримання Україною незалежності. Переважна більшість підприємств (82%) займається благодійністю. Станом на 2005 рік частка підприємств які займались благодійництвом у регіонах склала: Захід — 86%, Схід — 86%, Центр — 77%, Південь — 82%. Структура спрямованості благодійництва є такою : соціальний захист — 79%, культура і мистецтво — 23%, наука і освіта — 27%, охорона здоров'я — 38%, екологія — 7%, релігійні організації — 26%, інше — 12%. Мотивами благодійності для вітчизняних підприємств є альтруїзм та намагання створити позитивний імідж, а головними утримувачами — брак коштів та побоювання щодо нецільового використання коштів.